# Pristimantis diaphonus
Espèce
Synonymes
- Eleutherodactylus diaphonus Lynch, 1986

Statut de conservation UICN

 CR  : 
En danger critique
Pristimantis diaphonus est une espèce d'amphibiens de la famille des Craugastoridae.

## Répartition
Cette espèce est endémique du département de Valle del Cauca en Colombie. Elle se rencontre à Lago Calima dans la municipalité de Buenaventura entre 1 230 et 1 250 m d'altitude sur le versant Ouest de la cordillère Occidentale.

## Description
Les mâles mesurent de 24,5 à 31,5 mm et les femelles de 38,0 à 41,5 mm.

## Publication originale
- Lynch, 1986 : New species of Eleutherodactylus of Colombia (Amphibia: Leptodactylidae). 2. Four species from the cloud forests of the western Cordilleras. Caldasia, Bogotá, vol. 15, p. 629-647 (texte intégral).